# Адміністративний поділ Шрі-Ланки
Адміністративний поділ Шрі-Ланки - (синг. පළාත), існує з 1987, після декількох десятиріч децентралізації, що збільшується, Уряду Шрі-Ланки. До 1987 весь розподіл був заснований з колоніальних часів.
Територія Шрі-Ланки ділиться на провінції.

## Провінції

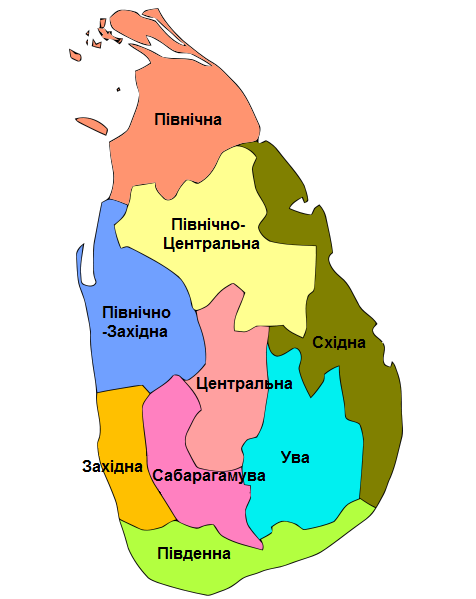
Провінції Шрі-Ланки

| Назва провінції               | Адміністративний центр | Територія, км кв | Населення (2001), чол. |
| ----------------------------- | ---------------------- | ---------------- | ---------------------- |
| Центральна провінція          | Канді                  | 5,674            | 2,423,966              |
| Східна провінція              | Тринкомалі             | 9,951            | 1,310,000              |
| Північно-Центральна провінція | Анурадхапура           | 10,714           | 1,104,664              |
| Північна провінція            | Джафна                 | 8,882            | 1,040,963              |
| Північно-Західна провінція    | Курунегала             | 7,812            | 2,169,892              |
| Провінція Сабарагамува        | Ратнапура              | 4,902            | 1,801,331              |
| Південна провінція            | Галле                  | 5,559            | 2,278,271              |
| Провінція Ува                 | Бадулла                | 8,488            | 1,177,358              |
| Західна провінція             | Коломбо                | 3,709            | 5,381,197              |